# Orconectes erichsonianus
Orconectes erichsonianus är en kräftdjursart som först beskrevs av Faxon 1898.  Orconectes erichsonianus ingår i släktet Orconectes och familjen Cambaridae. IUCN kategoriserar arten globalt som livskraftig. Inga underarter finns listade i Catalogue of Life.